# 塞娜·内维尔
塞娜·内维尔（Saina NEHWAL，1990年3月17日—）生于哈里亞納邦。印度女子羽毛球運動員，為印度史上首位（目前亦是唯一一位）羽毛球女子單打項目世界排名第一，登頂時間為2015年4月2日（25歲），登頂週數合計14週，是名副其實的「印度羽球一姐」。
她曾贏得2008年世青賽女單冠軍，成為首位印度世青賽女單冠軍得主。她也分別於2010年及2018年贏得英聯邦運動會羽毛球比賽女子單打金牌，亦是印度羽球史上首位兩度奪得英聯邦運動會羽球女子單打金牌的運動員。2012年倫敦奧林匹克運動會羽球女子單打銅牌，成為了印度羽球史上首位於奧運會摘下獎牌的運動員。內維爾同時也被外界喻為首位能與中國三朵金花「二王一李」（二王：王儀涵、王適嫻，一李：李雪芮）抗衡的亞洲球員。2007年至2017年間，塞娜·內維爾總共獲得10座超級系列賽冠軍，於超級賽女單冠軍總數排名中排名第五（前四依據為王儀涵、李雪芮、戴資穎及王適嫻）。
塞娜·內維爾為印度成功的女子運動員之一，她與拳擊運動員瑪麗·科姆及網球運動員薩尼婭·米爾莎同為印度女子體壇的領軍人物。此外，她亦是提高印度羽毛球知名度的主要功臣，因此，她曾於2016年獲得印度政府頒發的蓮花裝勳章，此勳章為印度第三級公民榮譽獎。她亦得到了男女運動員最高榮譽的獎項，如拉吉夫·甘地體育運動榮譽獎、阿周那獎。貴為印度羽毛球功臣的塞娜·內維爾於2017年更獲印度政府為其籌拍傳記電影《內維爾傳》，該電影主要講述塞娜·內維爾的運動生涯。

## 運動生涯

### 早期生涯
塞娜·內維爾的父親哈維爾·辛哈·內維爾和母親烏莎·拉妮·內維爾同為羽毛球運動員。受到父母的影響，她從小接觸羽毛球運動，9歲時（1999年5月）已在海得拉巴參加首場羽毛球比賽。2003年，内维尔遠赴歐洲參加青年巡迴賽（丹麥及德國站），展開國際賽生涯；至2006年更登上成人賽事舞台。

### 2006年—2007年：新星綻放
2006年，16歲的塞娜·內維爾於開始進軍國際賽事。當年的內維爾於年內赢得了2006年菲律賓公開賽冠軍，成為首位在四星羽毛球賽事上折桂的印度羽毛球運動員。於2006年英聯邦運動會羽球項目上，內維爾首次代表印度出戰混合雙打項目，同時並為印度拿到了混合雙打項目的銅牌。同年11月，內維爾於2006年世界青年羽毛球錦標賽當中一路過關斬將進入決賽，其後於決賽敗於中國選手王儀涵，獲得世青賽女單亞軍。

### 2008年：首秀奧運及世青賽奪冠
2008年5月，18歲的內維爾出戰新加坡羽毛球超級賽。首圈面對來自荷蘭的名將姚潔，內維爾以2比1（21-19，19-21，21-13）擊敗對手晉級；次圈，內維爾以2比0（21-19，21-17）擊敗新加坡的顧娟晉級；八強賽中，內維爾再度以2比1（21-16，16-21，21-14）擊敗印尼的阿德里安蒂·菲尔达萨里晉級；準決賽中，內維爾苦戰三局以1比2（21-17，19-21，11-21）不敵賽會5號种子、香港的周蜜，止步準決賽。
8月，內維爾首度代表印度出戰北京奧林匹克運動會女子單打項目。首圈面對來自俄羅斯的艾拉·卡拉奇科娃，內維爾以2比0（21-9，21-8）輕取對手晉級；次圈，內維爾再以2比0（21-18，21-10）擊敗來自烏克蘭的拉里莎·格里加晉級；第三圈，內維爾以爆冷姿態以2比1（21-19，11-21，21-11）戰勝了從未被其打敗的香港名將王晨而晉級；八強賽中，內維爾最終以1比2（28-26，14-21，15-21）敗於印尼的玛丽亚·克丽斯廷·尤利安蒂，以八強結束了奧運旅途。
9月，內維爾出戰中華台北羽毛球黃金大獎賽，並獲得冠軍，拿下羽毛球生涯首個職業賽冠軍。接下來，內維爾以七號種子出戰中國羽毛球大師賽。首圈輪空；次圈以2比0（21-12，21-10）輕取日本的後藤愛；八強賽中，內維爾以2比1（21-16，21-23，21-18）擊敗賽會三號种子、來自中國的朱琳；準決賽中，內維爾以0比2（4-21，19-21）再度被香港名將周蜜所擊敗。
10月，內維爾以首號种子出戰於印度浦那舉辦的世界青年羽毛球錦標賽。準決賽中，內維爾以2比0（22-20，21-12）戰勝來自中國的王適嫻；決賽中，內維爾同樣以2比0（21-9，21-18）戰勝來自日本的佐藤冴香。至此，內維爾成為印度首位世青賽女單冠軍得主。
12月，內維爾憑著本賽季的出色表現獲得了世界羽聯頒發的「最佳新人獎」。其後內維爾出戰世界羽聯超級系列賽總決賽，於小組賽戰勝黃妙珠、皮紅艷，敗於蒂内·拉斯穆森，以第二名進入準決賽。準決賽中，內維爾苦戰三局以1比2（21-15，14-21，16-21）敗於香港名將王晨，止步準決賽。

### 2009年：首奪超級賽冠軍
2009年6月，內維爾以6號种子出戰印度尼西亞羽毛球超級賽。首圈，內維爾以2比0（21-18，21-12）輕取來自保加利亞的佩蒂娅·内德尔奇娃；次圈，內維爾苦戰三局以2比1（18-21，21-7，21-19）擊敗德國名將朱利安·申克；八強賽中，內維爾再度苦戰三局以2比1（21-7，13-21，21-15）擊敗來自韓國的黃慧淵；準決賽中，內維爾以2比0（25-23，21-19）擊敗中國名將盧蘭；決賽中，內維爾以2比1（12-21，21-18，21-9）擊敗同樣來自中國的名將王琳，成功拿下羽毛球生涯首個超級賽冠軍。
12月上旬，內維爾出戰2009年世界羽聯超級系列賽總決賽，於小組賽以戰勝夏尔曼·丽德、蓬迪·布拉那巴硕，敗於黃妙珠的成績，以小組第二名進入準決賽。準決賽中，內維爾以0比2（18-21，18-21）敗於德國名將朱利安·申克，再度止步準決賽。
12月中旬，內維爾以首號种子出戰本土舉辦的2009年印度羽毛球大獎賽，於決賽中以2比0（21-17，21-13）擊敗同樣來自印度的阿迪提·穆塔喀尔，奪得冠軍。

### 2010年：首奪英聯邦運動會羽球女單金牌、奪三座超級賽冠軍
2010年3月，內維爾以七號种子第四度出戰全英羽毛球公開錦標賽。於準決賽中以0比2（19-21，17-21）敗於丹麥名將蒂内·拉斯穆森，但仍創下生涯參加全英羽毛球公開錦標賽最佳紀錄。
4月，內維爾以首號种子出戰於印度新德里舉辦的2010年亞洲羽毛球錦標賽。於準決賽中以0比2（17-21，11-21）敗於從資格賽打進正賽的中國選手李雪芮，僅得銅牌，但仍創下生涯參加亞洲羽毛球錦標賽最佳紀錄。
6月，內維爾以首號种子出戰印度羽毛球黃金大獎賽。於決賽中苦戰三局以2比1（20-22，21-14，21-12）擊敗來自馬來西亞的勁敵黃妙珠奪得冠軍。塞娜·內維爾也成為了首位本土球員奪得該賽事的女子單打冠軍。其後內維爾轉戰2010年新加坡羽毛球超級賽，並以首號种子出戰。於準決賽中以2比1（8-21，21-17，21-8）擊敗四號種子、2009年世界羽毛球錦標賽冠軍盧蘭；於決賽中，內維爾以2比0（21-18，21-15）勝來自中華台北的戴資穎奪冠，贏得羽毛球生涯第二座超級賽冠軍。
內維爾緊接著轉戰印度尼西亞羽毛球超級賽，並以首號种子出戰。於決賽中，內維爾以2比1（21-19，13-21，21-11）擊敗來自日本的佐藤冴香奪得冠軍，贏下羽毛球生涯第三座超級賽冠軍，並第二度奪得印尼超級賽冠軍。
10月，內維爾代表印度出戰於本土舉辦的2010年英聯邦運動會羽毛球女子單打項目。於決賽中，內維爾以2比1（19-21，23-21，21-13）險勝馬來西亞的黃妙珠，首奪英聯邦運動會羽毛球女子單打金牌，也幫助印度隊拿下該屆的第38枚金牌，同時也是該屆運動會的最後一面金牌，以1枚金牌的優勢壓倒英格蘭，排名全場第二。
12月，內維爾以二號种子出戰2010年香港羽毛球超級賽。於決賽中，以2比1（15-21，21-16，21-17）擊敗三號種子、來自中國的王適嫻奪冠，贏下了羽毛球生涯第四座超級賽冠軍，同時內維爾也於該年總共奪得三座超級賽冠軍。此外，內維爾與王適嫻於該年都同樣奪得三座超級賽冠軍，成為該年女運動員之冠。於年底世界排名中，內維爾個人的女單世界排名亦升至第二位新高。

### 2011年：沉寂期、調整狀態
2011年3月，內維爾以二號种子出戰2011年瑞士羽毛球黃金大獎賽。於決賽中，內維爾以2比0（21-13，21-14）輕取來自韓國的成池鉉奪冠，並且奪得了該年賽季的第一個冠軍。5月，內維爾以首號种子出戰馬來西亞羽毛球黃金大獎賽。於準決賽中，擊敗來自韓國的成池鉉；其後於決賽中，以1比2（21-13，8-21，14-21）敗於二號种子、中國的汪鑫，僅得亞軍。
6月，內維爾以四號种子出戰印度尼西亞羽毛球首要超級賽。於準決賽中，內維爾苦戰三局以2比1（21-14，14-21，21-17）擊敗賽會黑馬、中華台北的鄭韶婕；於決賽中，內維爾面對三號种子、來自中國的王儀涵，內維爾於首局顯得狀態大勇，以21-12先奪一局；第二局，內維爾於局末反超王儀涵奪得賽點20-19，但被王儀涵以23-21扳回一局；第三局，內維爾以14-21敗於王儀涵，僅得亞軍，無緣連續三年奪得印尼超級賽冠軍。
9月，內維爾以四號种子出戰日本羽毛球超級賽。於準決賽中，以0比2（19-21，10-21）敗於德國名將朱利安·申克，止步準決賽。12月，內維爾參加世界羽聯超級系列賽總決賽。內維爾於小組賽以全勝（戰勝汪鑫、佐藤冴香及裴延姝）的姿態獲得小組第一，順利進入準決賽。於準決賽中，內維爾以2比0（21-17，21-18）戰勝丹麥名將蒂内·鲍恩晉級；決賽中，內維爾苦戰三局以1比2（21-18，13-21，13-21）不敵中國的王儀涵，僅得亞軍，目前仍創下生涯參加世界羽聯超級系列賽總決賽的最佳紀錄。

### 2012年：三奪印尼超級賽冠軍、倫敦奧運奪銅
2012年1月，內維爾參加馬來西亞羽毛球超級賽。於準決賽中，以直落兩局0比2（15-21，16-21）敗於王儀涵。3月以三號種子出戰瑞士羽毛球黃金大獎賽。於決賽中，以2比0（21-19，21-16）擊敗王適嫻奪冠，奪得個人第二座瑞士羽球公開賽冠軍。
6月上旬，她以首號种子出戰泰國羽毛球黃金大獎賽。於決賽中，苦戰三局以2比1（19-21，21-15，21-10）戰勝泰國小將拉差諾·因達農奪冠。
6月中旬，她以五號種子出戰印度尼西亞羽毛球首要超級賽。於決賽中，以先輸一局，後連勝兩局（13-21，22-20，21-19）的形勢戰勝了中國的李雪芮，奪得了個人第五座超級系列賽冠軍，同時也第三度奪得印尼超級賽冠軍。值得一提的是，此次亦是內維爾最後一次戰勝李雪芮，在往後的比賽中，內維爾對陣李雪芮已取得8連敗。內維爾在得了印尼超級賽冠軍後接受采訪中表示這次打敗李雪芮而奪得印尼賽冠軍，為其打了一劑強心針，令她有足夠的信心參加8月舉行的倫敦奧運會。
8月，內維爾以四號种子出戰2012年倫敦奧運會羽毛球女子單打項目。她先在小組賽階段以2比0（21-9、21-4）擊敗瑞士的萨布丽娜·贾奎特；其後又以2比0（21-4、21-14）輕鬆拍下比利時的譚蓮妮，順利晉級淘汰賽；在16強賽中，內維爾以2比0（21-14、21-16）擊敗荷蘭老將姚潔晉級半準決賽；在半準決賽中，內維爾以2比0（21-15，22-20）擊敗丹麥名將蒂内·鲍恩晉級準決賽；於準決賽中，內維爾卻以0比2（13-21，13-21）敗於中國的王儀涵。在銅牌爭奪戰中，內維爾對陣來自中國的汪鑫。汪鑫在先贏一局下不慎滑倒導致韌帶撕裂被迫退出比賽，內維爾因此不戰而勝，奪得了倫敦奧運會女單銅牌，為印度羽球創造歷史，贏得印度的首枚羽毛球獎牌，成為了印度羽球史上首位於奧運會摘下獎牌的運動員。
10月，內維爾以三號种子出戰丹麥羽毛球首要超級賽。於決賽中，以2比0（21-17，21-8）兩局橫掃德國的朱利安·申克奪冠，贏得了個人第六座超級系列賽冠軍。其後內維爾轉戰2012年法國羽毛球超級賽。於決賽中，以0比2（19-21，11-21）敗於日本的三谷美菜津，僅得亞軍。
12月，內維爾參加2012年世界羽聯超級系列賽總決賽。於小組賽戰勝朱利安·申克，敗於蒂内·鲍恩、拉差諾·因達農，以小組第二名進入準決賽。準決賽中，內維爾以1比2（20-22，21-7，13-21）敗於奧運金牌李雪芮，再度止步準決賽。

### 2013年：奧運後的狀態低迷
2013年1月，內維爾以首號种子出戰馬來西亞羽毛球超級賽。在準決賽中，內維爾以0比2（20-22，14-21）被中華台北的戴資穎所打敗。
3月，內維爾以二號种子出戰全英羽毛球首要超級賽。在準決賽中，內維爾以0比2（15-21，19-21）敗於泰國的拉差諾·因達農。其後轉戰瑞士羽毛球黃金大獎賽。在準決賽中，內維爾以1比2（11-21，21-10，9-21）敗於王適嫻。
6月，內維爾在印度尼西亞羽毛球首要超級賽中，於準決賽以1比2（21-12，13-21，14-21）敗於德國名將朱利安·申克。
8月，內維爾參加中國廣州舉行的世界羽毛球錦標賽，以三號種子身分出戰女子單打項目。在首圈輪空後，她在第二圈先以2比0輕取俄羅斯的奥尔佳·戈洛瓦诺娃晉級；第三圈面對15號種子、泰國的蓬迪·布拉那巴硕，亦以2比1（18-21、21-16、21-14）逆轉勝出；但至半準決賽，她在力戰下終以0比2（21-23、9-21）不敵13號種子、韓國的裴延姝，8強止步。

### 2014年：重振旗鼓、率印度女隊奪尤伯盃銅牌
2014年1月，內維爾以首號种子參加印度羽毛球黃金大獎賽。在準決賽中，內維爾以2比1（21-14，17-21，21-19）險勝中國的鄧旋；在決賽中，內維爾以2比0（21-14，21-17）輕取師妹普薩拉·文卡塔·辛杜奪得冠軍，打破了15個月的國際比賽的「冠軍荒」。
5月，內維爾率領印度女隊參加於新德里舉辦的2014年尤伯盃。塞娜·內維爾從小組賽至淘汰賽從未輸過，以全勝的姿態帶領印度女隊史無前例地殺入準決賽。在準決賽中，印度女隊最終以2比3的成績不敵日本女隊，獲得尤伯盃銅牌，但也獲得了印度羽球史上首個尤伯盃銅牌。內維爾也成為了此次印度女隊獲得尤伯盃銅牌的最大功臣，回國後再度獲得印度政府給予的賞賜。
6月，內維爾以六號种子參加澳洲羽毛球超級賽。於決賽中，內維爾以2比0（21-18，21-11）戰勝西班牙的卡羅列娜·馬琳奪冠，奪得了個人羽球生涯第七座超級系列賽冠軍，同時也打破了20個月的超級賽「冠軍荒」。
8月，內維爾參加丹麥哥本哈根舉行的世界羽毛球錦標賽，以7號種子身分出戰女子單打項目 ，故在首圈輪空。她在次圈以2比0輕取俄羅斯的娜塔莉亚·佩米诺娃晉級；第三圈面對13號種子、日本的高橋沙也加，亦以2比1（14-21、21-18、21-12）反勝對手；但至半準決賽，她在力戰下終以0比2（15-21、15-21）負於頭號種子、中國的李雪芮，再次於8強止步。內維爾在比賽期間表示，為了未來羽球運動的前途著想，希望世界羽聯限制中國球員參加國際賽事事，以避免中國球員壟斷。
9月，她出戰2014年亞洲運動會羽毛球女子單打及女子團體兩個項目。在羽球女子團體項目中，內維爾率領印度女隊殺入亞運會女子團體比賽準決賽。在準決賽中，印度女團以1比3不敵韓國女團，但也獲得了印度羽球史上首個亞運會女子團體銅牌。
11月，內維爾以六號种子出戰中國羽毛球首要超級賽。在決賽中，內維爾以2比0（21-12，22-20）戰勝日本的山口茜奪得冠軍，贏下了個人羽球生涯第八座超級系列賽冠軍，同時也成為了第三位奪得中國公開賽冠軍的非中國球員。
12月，內維爾參加世界羽聯超級系列賽總決賽。於小組賽以全勝（戰勝成池鉉、裴延姝及王適嫻）的姿態獲得小組第一，順利進入準決賽。在準決賽中，內維爾卻以1比2（21-11，13-21，9-21）敗於中華台北的戴資穎，再度止步準決賽。

### 2015年：登頂世界球后、世錦賽奪銀
2015年1月，內維爾參加印度羽毛球黃金大獎賽。在決賽中，以2比1（19-21，25-23，21-16）逆轉險勝世界冠軍、西班牙的卡羅列娜·馬琳奪冠，奪得了本賽季首個國際賽冠軍。
3月，內維爾以三號种子出戰全英羽毛球首要超級賽，塞娜·內維爾一路過關斬將殺入總決賽。在決賽中，內維爾與西班牙的卡羅列娜·馬琳塵戰三局，最終以1比2（21-16，14-21，7-21）不敵對手，僅獲亞軍，未能為印度奪得史上第一面全英賽女子單打冠軍。但內維爾的全英亞軍至今依然是印度女子羽球史上最佳成績。
同月轉戰印度羽毛球超級賽。在決賽中，內維爾以2比0（21-16，21-14）輕取泰國的拉差諾·因達農奪冠，奪得了個人羽球生涯第九座超級系列賽冠軍。
內維爾在印度公開賽奪冠之後，以78,541分登上世界羽聯女子單打排名第一，成為「世界球后」，也是印度史上首位（目前亦是唯一一位）羽毛球女子單打項目世界排名第一。值得一提的是，內維爾登頂世界第一後，打斷了李雪芮長達119週（2012年12月20日－2015年3月26日）的登頂期數。
4月，內維爾以新任「世界球后」的身份出戰馬來西亞羽毛球首要超級賽。在準賽賽中，內維爾以1比2（21-13，17-21，20-22）惜敗於中國的李雪芮，止步準決賽。
8月，內維爾參加印尼雅加達舉行的世界羽毛球錦標賽，以2號種子身分出戰女子單打項目，故在首圈輪空；她先在次圈以2比0輕取香港的張雁宜；在第三圈又以2比0擊敗14號種子、日本的高橋沙也加晉級；她在半準決賽面對6號種子、中國的王仪涵，結果在苦戰1.5小時後，以2比1（21-15、19-21、21-19）勝出，首次打進四強。其後，她在準決賽對陣東道主選手琳达·韦尼·法内特里，以2比0（21-17、21-17）勝出，晉級決賽。在決賽中，內維爾對陣頭號種子、衛冕的卡羅列娜·馬琳。雙方在第一局初段得分較為緊湊，內維爾僅以7-11落後進入技術暫停；但在暫停之後，她無法抵禦馬琳加速發力，以16-21先失一局。第二局開局後內維爾加快了自己的速度，並以11-6領先進入技術暫停；但在進入中局後，她希望盡量保持自己的領先優勢，在进攻顯得較為保守，被對手主動連續得分，最後更以19-21落敗，屈居亞軍，但內維爾仍為印度奪下首枚世錦賽女子單打銀牌，也成為印度有史以來第一位奪得世錦賽銀牌的羽球運動員。
11月，內維爾以首號种子出戰中國羽毛球首要超級賽。在決賽中，以0比2（12-21，15-21）敗於中國的李雪芮，無緣衛冕，屈居亞軍。

### 2016年：傷別里約奧運
2016年3月，內維爾以首號种子參加瑞士羽毛球黃金大獎賽。在準決賽中，以0比2（11-21，19-21）敗於中國的王儀涵。同月，內維爾以衛冕冠軍身份參加2016年印度羽毛球超級賽。在準決賽中，苦戰三局最終以1比2（20-22，21-17，19-21）不敵中國的李雪芮，無緣衛冕。
4月，內維爾以三號种子出戰馬來西亞羽毛球首要超級賽。在準決賽中，以0比2（19-21，13-21）敗於中華台北的戴資穎。同月，內維爾參加亞洲羽毛球錦標賽。在準決賽中，以0比2（16-21，14-21）敗於中國的王儀涵，繼2010年後第二度奪得亞錦賽銅牌。
5月，內維爾再度率領印度女隊殺入2016年優霸盃準決賽。在準決賽中，印度女隊以0比3不敵中國女隊，獲得第二個尤伯盃銅牌。6月，內維爾以七號种子出戰亞洲羽毛球錦標賽。在決賽中，內維爾以2比1（11-21，21-14，21-19）險勝中國的孫瑜，奪得了個人羽球生涯第十座，亦是最後一座的超級系列賽冠軍，同時也奪得了本賽季首個國際賽冠軍。塞娜·內維爾在澳洲賽奪冠後，膝蓋受傷，但她希望膝傷不會影響自己在8月里約奧運會的發揮。
8月，內維爾帶傷上陣2016年里約奧運會羽毛球女子單打項目。她先在小組賽階段以2比0（21-17、21-17）擊敗巴西的洛海尼·维森特；其後卻以0比2（18-21、19-21）被烏克蘭的玛丽亚·乌利蒂娜所淘汰，止步小組賽，並以小組第二名結束了個人的第三次奧運會旅途。
內維爾於里約奧運會被淘汰後，接受了膝蓋手術，手術完成後，內維爾曾在訪問中表示如果在身體不允許的情況下，她會選擇退役，但目前都要先觀察自己的身體狀況才能做決定。
11月，內維爾宣布傷愈復出。她參加了中國羽毛球首要超級賽。在首圈，她以1比2（16-21，21-19，14-21）敗於泰國的蓬迪·布拉那巴硕。其後，內維爾參加香港羽毛球超級賽。在八強賽中，內維爾以1比2（8-21，21-18，19-21）惜敗於香港的張雁宜。
年末，內維爾的世界排名滑落至世界第十一位，並且無緣參加世界羽聯超級系列賽總決賽。

### 2017年：傷後回歸、世錦賽奪銅
2017年1月，內維爾重新出發，以首號种子參加馬來西亞羽毛球大師賽。在決賽中，內維爾以2比0（22-20，22-20）戰勝泰國小將蓬帕威·磋楚翁，奪得了本賽季首個冠軍，這座冠軍同時也為內維爾帶來了無數的信心，令內維爾在接下來的比賽中減少了對膝傷的擔心，以便能在場上有好的表現。
5月，內維爾以二號种子參加泰國羽毛球黃金大獎賽。在準決賽中，內維爾以0比2（19-21，18-21）敗於泰國的布桑兰·恩布鲁庞。7月，內維爾的世界排名更一度滑落至世界第十六位。
8月，內維爾參加蘇格蘭格拉斯哥舉行的世界羽毛球錦標賽，以12號種子身分出戰女子單打項目，故在首圈輪空；她先在次圈以2比0淘汰瑞士的萨布丽娜·贾奎特；在第三圈又以2比0（21-19，21-15）擊敗2號種子、韓國的成池鉉晉級；她在半準決賽面對16號種子、東道主克里斯蒂·吉尔莫，亦以2比1（21-19、18-21、21-15）力克對手，再次打進四強。內維爾在準決賽對陣7號種子、日本的奧原希望，結果先取一局的優勢下，以1比2（21-12、17-21、10-21）落敗，僅得銅牌。

### 2018年：再奪英聯邦運動會女子單打金牌
2018年1月，內維爾參加印度尼西亞羽毛球大師賽。首輪，她以2比1（22-24、21-15、21-14）擊敗會賽第七種子、中國的陳雨菲。次輪，她以直落二（21-12、21-18）輕取中國選手陳曉欣。八強賽中，她以直落二（21-13、21-19）戰勝賽會第二種子、同胞普薩拉·文卡塔·辛杜。準決賽中，她再以直落二（21-19、21-19）擊敗賽會第四種子、泰國的拉差諾·因達農。決賽中，以0比2（9-21、13-21）不敵中華台北的戴資穎，獲得亞軍。
4月上旬至中旬，內維爾代表印度參加在澳洲昆士蘭州黃金海岸舉行的2018年英聯邦運動會羽毛球比賽。在混合團體賽中，她協同印度國家隊贏得金牌。在女子單打項目中，她在決賽以直落二（21-18、23-21）擊敗同胞普薩拉·文卡塔·辛杜，奪得她在英聯邦運動會的第二面女子單打金牌。
4月下旬，她參戰在中國湖北省武漢市舉行的亞洲羽毛球錦標賽。首輪，她以直落二（21-12、21-9）輕取新加坡的楊佳敏。次輪，她以直落二（21-18、21-8）擊敗中國的高昉潔。八強賽中，她再以直落二（21-15、21-13）戰勝韓國的李張美。準決賽中，她面對中華台北的戴資穎，以直落二（25-27、19-21）落敗，與韓國的成池鉉並列季軍。

## 主要比賽成績
只列出曾進入準決賽的國際賽事成績：
| 年份   | 賽事                     | 公開賽級別 | 項目     | 成績   |
| ------ | ------------------------ | ---------- | -------- | ------ |
| 2006年 | 世界青年羽毛球錦標賽     | 其他       | 女子單打 | 銀牌   |
| 2008年 | 新加坡羽毛球超級賽       | 超級賽     | 女子單打 | 準決賽 |
| 2008年 | 中華台北羽毛球黃金大獎賽 | 黃金大獎賽 | 女子單打 | 冠軍   |
| 2008年 | 中國羽毛球大師賽         | 超級賽     | 女子單打 | 準決賽 |
| 2008年 | 世界青年羽毛球錦標賽     | 其他       | 女子單打 | 金牌   |
| 2008年 | 世界羽聯超級系列賽總決賽 | 超級賽     | 女子單打 | 準決賽 |
| 2009年 | 印尼羽毛球超級賽         | 超級賽     | 女子單打 | 冠軍   |
| 2009年 | 世界羽聯超級系列賽總決賽 | 超級賽     | 女子單打 | 準決賽 |
| 2009年 | 印度羽毛球大獎賽         | 大獎賽     | 女子單打 | 冠軍   |
| 2010年 | 全英羽毛球超級賽         | 超級賽     | 女子單打 | 準決賽 |
| 2010年 | 亞洲羽毛球錦標賽         | 其他       | 女子單打 | 銅牌   |
| 2010年 | 印度羽毛球黃金大獎賽     | 黃金大獎賽 | 女子單打 | 冠軍   |
| 2010年 | 新加坡羽毛球超級賽       | 超級賽     | 女子單打 | 冠軍   |
| 2010年 | 印尼羽毛球超級賽         | 超級賽     | 女子單打 | 冠軍   |
| 2010年 | 英聯邦運動會羽毛球比賽   | 其他       | 女子單打 | 金牌   |
| 2010年 | 香港羽毛球超級賽         | 超級賽     | 女子單打 | 冠軍   |
| 2011年 | 瑞士羽毛球黃金大獎賽     | 黃金大獎賽 | 女子單打 | 冠軍   |
| 2011年 | 馬來西亞羽毛球黃金大獎賽 | 黃金大獎賽 | 女子單打 | 亞軍   |
| 2011年 | 印尼羽毛球首要超級賽     | 首要超級賽 | 女子單打 | 亞軍   |
| 2011年 | 日本羽毛球超級賽         | 超級賽     | 女子單打 | 準決賽 |
| 2011年 | 世界羽聯超級系列賽總決賽 | 首要超級賽 | 女子單打 | 亞軍   |
| 2012年 | 馬來西亞羽毛球超級賽     | 超級賽     | 女子單打 | 準決賽 |
| 2012年 | 瑞士羽毛球黃金大獎賽     | 黃金大獎賽 | 女子單打 | 冠軍   |
| 2012年 | 泰國羽毛球黃金大獎賽     | 黃金大獎賽 | 女子單打 | 冠軍   |
| 2012年 | 印尼羽毛球首要超級賽     | 首要超級賽 | 女子單打 | 冠軍   |
| 2012年 | 奧林匹克運動會羽毛球比賽 | 其他       | 女子單打 | 銅牌   |
| 2012年 | 丹麥羽毛球首要超級賽     | 首要超級賽 | 女子單打 | 冠軍   |
| 2012年 | 法國羽毛球超級賽         | 超級賽     | 女子單打 | 亞軍   |
| 2012年 | 世界羽聯超級系列賽總決賽 | 首要超級賽 | 女子單打 | 準決賽 |
| 2013年 | 馬來西亞羽毛球超級賽     | 超級賽     | 女子單打 | 準決賽 |
| 2013年 | 全英羽毛球首要超級賽     | 首要超級賽 | 女子單打 | 準決賽 |
| 2013年 | 瑞士羽毛球黃金大獎賽     | 黃金大獎賽 | 女子單打 | 準決賽 |
| 2013年 | 印尼羽毛球首要超級賽     | 首要超級賽 | 女子單打 | 準決賽 |
| 2014年 | 印度羽毛球黃金大獎賽     | 黃金大獎賽 | 女子單打 | 冠軍   |
| 2014年 | 優霸盃                   | 其他       | 女子團體 | 季軍   |
| 2014年 | 澳洲羽毛球超級賽         | 超級賽     | 女子單打 | 冠軍   |
| 2014年 | 亞洲運動會羽毛球比賽     | 其他       | 女子團體 | 銅牌   |
| 2014年 | 中國羽毛球首要超級賽     | 首要超級賽 | 女子單打 | 冠軍   |
| 2014年 | 世界羽聯超級系列賽總決賽 | 首要超級賽 | 女子單打 | 準決賽 |
| 2015年 | 印度羽毛球黃金大獎賽     | 黃金大獎賽 | 女子單打 | 冠軍   |
| 2015年 | 全英羽毛球首要超級賽     | 首要超級賽 | 女子單打 | 亞軍   |
| 2015年 | 印度羽毛球超級賽         | 超級賽     | 女子單打 | 冠軍   |
| 2015年 | 馬來西亞羽毛球首要超級賽 | 首要超級賽 | 女子單打 | 準決賽 |
| 2015年 | 世界羽毛球錦標賽         | 其他       | 女子單打 | 銀牌   |
| 2015年 | 中國羽毛球首要超級賽     | 首要超級賽 | 女子單打 | 亞軍   |
| 2016年 | 瑞士羽毛球黃金大獎賽     | 黃金大獎賽 | 女子單打 | 準決賽 |
| 2016年 | 印度羽毛球超級賽         | 超級賽     | 女子單打 | 準決賽 |
| 2016年 | 馬來西亞羽毛球首要超級賽 | 首要超級賽 | 女子單打 | 準決賽 |
| 2016年 | 亞洲羽毛球錦標賽         | 其他       | 女子單打 | 銅牌   |
| 2016年 | 優霸盃                   | 其他       | 女子團體 | 銅牌   |
| 2016年 | 澳洲羽毛球超級賽         | 超級賽     | 女子單打 | 冠軍   |
| 2017年 | 馬來西亞羽毛球大師賽     | 黃金大獎賽 | 女子單打 | 冠軍   |
| 2017年 | 泰國羽毛球黃金大獎賽     | 黃金大獎賽 | 女子單打 | 準決賽 |
| 2017年 | 世界羽毛球錦標賽         | 其他       | 女子單打 | 銅牌   |
| 2018年 | 印尼羽毛球大師賽         | 超級500賽  | 女子單打 | 亞軍   |
| 2018年 | 英聯邦運動會羽毛球比賽   | 其他       | 混合團體 | 金牌   |
| 2018年 | 英聯邦運動會羽毛球比賽   | 其他       | 女子單打 | 金牌   |
| 2018年 | 亞洲羽毛球錦標賽         | 其他       | 女子單打 | 銅牌   |
| 2018年 | 亞洲運動會羽毛球比賽     | 其他       | 女子單打 | 銅牌   |
| 2018年 | 丹麥羽毛球公開賽         | 超級750賽  | 女子單打 | 亞軍   |
| 2018年 | 西德·莫迪羽毛球國際賽    | 超級300賽  | 女子單打 | 亞軍   |
| 2019年 | 馬來西亞羽毛球大師賽     | 超級500賽  | 女子單打 | 準決賽 |
| 2019年 | 印尼羽球大師賽           | 超級500賽  | 女子單打 | 冠軍   |
| 2021年 | 奧爾良羽毛球大師賽       | 超級100賽  | 女子單打 | 準決賽 |

| 2007-2017年 | 首要超級賽 | 超級賽 | 黃金大獎賽 | 大獎賽 | 國際挑戰賽 | 國際系列賽 | 未來系列賽 | 其他 |

| 2018-2026年 | 總決賽 | 超級1000賽 | 超級750賽 | 超級500賽 | 超級300賽 | 超級100賽 | 國際挑戰賽 | 國際系列賽 | 未來系列賽 | 其他 |

### 奧運會和世錦賽參賽紀錄
|          | 2006 | 2007 | 2008 | 2009 | 2010 | 2011 | 2012 | 2013 | 2014 | 2015 | 2016       | 2017 | 2018 | 2019 | 2022 |
| -------- | ---- | ---- | ---- | ---- | ---- | ---- | ---- | ---- | ---- | ---- | ---------- | ---- | ---- | ---- | ---- |
| 女子單打 | 64強 | 16強 | 8強  | 8強  | 8強  | 8強  | 銅牌 | 8強  | 8強  | 亞軍 | 小組第二名 | 季軍 | 8強  | 16強 | 16強 |

## 主要對賽紀錄
塞娜·内维尔與主要對手的對賽成績如下（只列出對賽六次或以上對手，截至2023年6月6日）：

| 對手                    | 對賽次數 | 對賽結果 | 對賽結果 | 總計 |
| 對手                    | 對賽次數 | 勝       | 負       | 總計 |
| ----------------------- | -------- | -------- | -------- | ---- |
| 戴資穎                  | 20       | 5        | 15       | -10  |
| 拉差诺·因达农           | 20       | 12       | 8        | +4   |
| 王仪涵（已退役）        | 16       | 5        | 11       | -6   |
| 奧原希望                | 14       | 9        | 5        | +4   |
| 李雪芮（已退役）        | 14       | 2        | 12       | -10  |
| 王適嫻（已退役）        | 14       | 7        | 7        | ±0   |
| 裴延姝（已退役）        | 13       | 9        | 4        | +5   |
| 朱利安·申克（已退役）   | 13       | 8        | 5        | +3   |
| 卡罗列娜·马琳           | 13       | 6        | 7        | -1   |
| 蓬迪·布拉那巴硕         | 12       | 10       | 2        | +8   |
| 成池鉉（已退役）        | 11       | 8        | 3        | +5   |
| 葉姵延                  | 11       | 9        | 2        | +7   |
| 山口茜                  | 11       | 2        | 9        | -7   |
| 三谷美菜津（已退役）    | 10       | 6        | 4        | +2   |
| 蒂内·鲍恩（已退役）     | 10       | 5        | 5        | ±0   |
| 妮查恩·金達蓬（已退役） | 9        | 8        | 1        | +7   |
| 廣瀨榮理子（已退役）    | 9        | 4        | 5        | -1   |
| 黄妙珠（已退役）        | 9        | 6        | 3        | +3   |
| 佐藤冴香（已退役）      | 8        | 6        | 2        | +4   |
| 孙瑜（已退役）          | 8        | 6        | 2        | +4   |
| P·内德尔奇娃（已退役）  | 8        | 6        | 2        | +4   |
| 克里斯蒂·吉爾莫         | 7        | 7        | 0        | +7   |
| 布桑兰·恩布鲁庞         | 7        | 3        | 4        | -1   |
| 汪鑫（已退役）          | 7        | 3        | 4        | -1   |
| 高橋沙也加（已退役）    | 7        | 4        | 3        | +1   |
| 蓬帕威·磋楚翁           | 6        | 5        | 1        | +4   |
| 王琳（已退役）          | 6        | 2        | 4        | -2   |
| 皮红艳（已退役）        | 6        | 2        | 4        | -2   |
| 姚洁（已退役）          | 6        | 4        | 2        | +2   |
| 顾娟（已退役）          | 6        | 5        | 1        | +4   |

## 個人生活
2018年12月，塞娜·内维尔跟男友暨國家隊隊友卡夏普·帕鲁帕利結婚。